# Engie Home Services
 (juin 2025).
Motif : Où sont les sources secondaires démontrant une notoriété encyclopédique ?
- Archive Wikiwix
- Bing
- Cairn
- DuckDuckGo
- E. Universalis
- Gallica
- Google
- G. Books
- G. News
- G. Scholar
- Persée
- Qwant
- (zh) Baidu
- (ru) Yandex
- (wd) trouver des œuvres sur Wikidata

| 1. | Préciser le motif de la pose du bandeau. | Précisez le motif de la pose du bandeau en utilisant la syntaxe suivante : {{admissibilité à vérifier\|date=juin 2025\|motif=remplacez ce texte par le motif}}                           |
| 2. | Informer les utilisateurs concernés.     | Pensez à avertir le créateur de l'article, par exemple, en insérant le code ci-dessous sur sa page de discussion : {{subst:avertissement admissibilité à vérifier\|Engie Home Services}} |

 (novembre 2012).
ENGIE Home Services (anciennement Savelys) est une entreprise spécialisée dans la maintenance d’équipements  énergétiques, filiale d'Engie. Son siège social est situé à La Défense.
La société est née en 2005 de la fusion de CGST-SAVE et de Domoservices. Ses principaux métiers sont la maintenance et le dépannage des appareils de chauffage et de froid, fonctionnant à tous types d’énergie.
En 2021, l’entreprise a réalisé un chiffre d’affaires de 587 millions d’euros. Elle emploie 5 000 collaborateurs et est implantée dans toute la France.

## Le fonctionnement d'ENGIE Home Services
ENGIE Home Services possède un réseau de 250 agences et antennes réparties sur toute la France, 
L'entreprise effectue de l’entretien pour leur appareil de chauffage, ainsi que des dépannages et des remplacements d’appareil.

## Historique
En 1974, la CGST se regroupe avec SAVE-GAZ pour former la CGST-SAVE.
En 1990, le service après-vente de Chaffoteaux et Maury devient Domoservice.
En 2005, l’entreprise Savelys est née de  l’association de deux entités : CGST-SAVE et Domoservices.
En 2015, le réseau d'entreprises de SAV Savelys GDF-Suez change de nom pour devenir ENGIE Home Services.

## Activités
La société ENGIE Home Services est leader en maintenance de chaudières individuelles, avec plus de 1.6 million d’appareils entretenus.
L'entreprise intervient sur l'entretien des appareils de chauffage des particuliers , elle fait aussi des installations de chaudières et de climatiseurs.

## Chiffres clés
- 250 sites en France et 19 filiales
- 5 000 collaborateurs
- 3 300 techniciens
- 3 300 véhicules d’intervention
- 1 200 installateurs partenaires

## Les certifications
L'entreprise ENGIE Home Services possède les qualifications suivantes :
- Professionnel du Gaz (label PG)[6]
- Qualiccert [7]
- Attestation de capacité fluide frigorigène